# Liste des cardinaux créés par Grégoire XII
Le pape Grégoire XII (1406-1415) a créé 14 cardinaux dans 2 consistoires.

## 9 mai1408
- Antonio Correr, chanoine régulier de Saint-Augustin de S. Giorgio in Alga, neveu du pape, évêque de Bologne
- Gabriele Condulmer, chanoine régulier de Saint-Augustin de S. Giorgio in Alga, neveu du pape, évêque de Sienne (deviendra le pape Eugène IV)
- Giovanni Dominici, O.P., archevêque de Ragusa
- Giacopo del Torso, notaire apostolique

## 19 septembre1408
- Ludovico Bonito, archevêque de Tarento
- Angelo Cino, évêque de Recanati
- Angelo Barbarigo, évêque de Verona
- Bandello Bandelli, évêque de Rimini
- Philip Repington, chanoine régulier de Saint-Augustin, évêque de Lincoln
- Matthieu de Cracovie, évêque de Worms
- Luca Manzoli, O.Hum., évêque de Fiesole
- Vicente de Ribas, O.S.B., prieur de Santa María de Montserrat, ambassadeur de roi d'Espagne
- Pietro Morosini, iuniore, chanoine de Treviso et protonotaire apostolique

- Ottaviano Ottaviani, patricien florentin.